# NGC 4792
NGC 4792 је лентикуларна галаксија у сазвежђу Гавран која се налази на NGC листи објеката дубоког неба.
Деклинација објекта је - 12° 29' 48" а ректасцензија 12h 55m 3,6s. Привидна величина (магнитуда) објекта NGC 4792 износи 14,2 а фотографска магнитуда 15,2. NGC 4792 је још познат и под ознакама NPM1G -12.0432, PGC 43999.